# شا-موتبا، آنگولا
شا-موتبا (به انگلیسی: Xá-Muteba) شهری در استان لوندای شمالی واقع در کشور آنگولا است که در سال ۲۰۰۹ میلادی ۳٬۴۴۷ نفر جمعیت داشته است.